# ليبور ياناتشيك
ليبور ياناتشيك (بالتشيكية: Libor Janáček)‏ هو لاعب كرة قدم تشيكي في مركز الوسط، ولد في 23 يوليو 1969 في تشيكوسلوفاكيا. لعب مع بوهيميانز 1905 ونادي سلوفان ليبيريتس.